# Yolande Beckles
Yolande Beckles (Londres, 1962—) es una pedagoga, empresaria y consultora de diversidad (sexual, racial y cultural) británica. Fundó la empresa Global Graduates en 1998, una empresa destinada a elevar las aspiraciones y enseñar habilidades sociales a niños principalmente de minorías étnicas. Además, Global Graduates trabajó en estrecha colaboración con The Law Society para crear el programa «Diversidad en Derecho» de esta última, que, según la directora ejecutiva de la Sociedad, Janet Paraskeva, mejoró la "diversidad racial en la profesión".  Global Graduates colapsó en 2003. Después de esto, deudas de más de £ 125.000 quedaron impagas y se emitieron al menos diecinueve sentencias judiciales contra Beckles.
Poco después de la insolvencia de Global Graduates en 2003, Beckles creó Global Graduates Education, donde su madre fue nombrada directora. En 2004, Beckles, cuyo negocio funcionba con la marca Global Graduates, ofrecía carreras de orientación en derecho a estudiantes de minorías y estaba patrocinada por Allen & Overy, Freshfields y Clifford Chance. En 2005, los servicios de Global Graduates para estudiantes de derecho incluían “escribir CV, completar formularios de solicitud y técnicas de entrevista, así como organizar charlas y jornadas de puertas abiertas en las principales empresas”, y habían atendido a 600 estudiantes.

## BBC
En 2006, protagonizó una serie documental de tres partes llamada Don't Mess with Miss Beckles, filmada en Fortismere School, que fue transmitida por BBC Two. En él, intentó motivar a tres niños de secundaria (uno por episodio) a lograr más en su vida académica. La reacción al programa en los medios fue polarizada; algunos elogiaron su mensaje de participación de los padres en el aprendizaje de un niño, mientras que otros sugirieron que el programa era explotador  y que su enfoque estaba equivocado. 
Un crítico del The Times cuestionó sus destrezas;  Paul Hoggart señaló que sus intervenciones académicas parecían haber empeorado los resultados de los estudiantes. Posteriormente, uno de los padres que aparecen en el programa habló sobre el comportamiento "totalmente inapropiado" de Beckles. La presidente de la Association of Educational Psychologists dijo que «el programa era peligroso y el comportamiento de Beckles completamente inapropiado». La transmisión del programa también impulsó a varios acreedores de Beckles a emitir nuevos reclamos por sus deudas impagas. Desde entonces, una persona que dice ser amiga de un acreedor ha creado un sitio web para controlar sus actividades.
En 2007, conocida como una «gurú de TV de la educación» merced a su empleo por parte de la BBC, organizó un viaje a Trinidad y Tobago para estudiantes de pocos recursos, cada uno de quienes pagó £1,000.  Empero, el día de la partida, 10 de julio, Beckles canceló el viaje; transpiró que nunca llegó a comprar los pasajes aéreos.  Cinco días después, Beckles se marchó a Corea, con la Secta Moon, sin reembolsar los fondos.

## Mudanza a los Estados Unidos
Beckles vive actualmente en Los Ángeles, donde ha creado un programa educativo llamado Think Global Kids. Fue elegida para un puesto voluntario en el consejo vecinal de Greater Echo Park Elysian. Think Global Kids ha sido suspendida por la Junta de Impuestos de Franquicias de California. En 2021, fue directiva de The Knowledge Shop, una caridad sin fines de lucro.  En 2023, Beckles fue presidente de la Asociación Nacional de Padres y Jóvenes Afroamericanos y colaboró en la creación del programa de enzeñanza de matemática del Departamento de Educación de California de ese año, que disuade a las escuelas públicas de enseñar álgebra.  En 2024, fue vicepresidenta del Comité Asesor de Padres del Distrito Escolar Unificado de Los Ángeles.

## Vida familiar y educación
Nació en Londres en 1962 de padres de Trinidad y Tobago. Tiene dos hermanos, Brian y Hermione, y dos hijos, Diandra y Euan. Beckles dejó la escuela a los 18 años; en 2006, “no tenía ningún título docente formal."

## Obras publicadas
• Yolande Beckles; Rosa Rivera Furumoto; Araceli Simeón; Teneh Weller (2023). «15. Transforming Learning and Student Outcomes Requires Co-Construction With Families».  En National Association for Family, School, and Community Engagement, ed. Family and Community Partnerships Promising Practices for Teachers and Teacher Educators. Information Age Publishing Inc. pp. 127-134. ISBN 979-8-88730-300-0. Consultado el 5 de abril de 2024.

• Yolande Beckles (2003). «Global Graduates: Future Vision — A Young Graduates Programme». Gifted Education International (en inglés) (SAGE Publishing) 17 (1): 91-94. ISSN 0261-4294. doi:10.1177/0261429403017001. Consultado el 6 de abril de 2024.